# El caíd (ópera)
El caíd es una ópera en dos actos, con música de Ambroise Thomas y libreto en francés de Thomas-Marie-François Sauvage, originalmente con el título de Les Boudjous. Se estrenó en la Opéra-Comique de París el 3 de enero de 1849.	Esta ópera rara vez se representa en la actualidad; en las estadísticas de Operabase aparece con sólo 1 representación en el período 2005-2010.

## Personajes
| Personaje                  | Tesitura | Reparto del estreno, 3 de enero de 1849 (Director: Théophile Tilmant) |
| -------------------------- | -------- | --------------------------------------------------------------------- |
| Virginie                   | soprano  | Delphine Ugalde                                                       |
| Fathma                     | soprano  | Marguerite Decroix                                                    |
| Birotteau                  | tenor    | Jean-Jacques Boulo                                                    |
| Ali-Bajou                  | tenor    | Charles-Louis Sainte-Foy                                              |
| Michel                     | barítono | Léonard Hermann-Léon                                                  |
| "Henri" (caïd Aboul-y-far) | bajo     | Henry Deshaynes                                                       |
| Muecín                     | bajo     | Lejeune                                                               |